# Eremobina fibulata
Eremobina fibulata là một loài bướm đêm trong họ Noctuidae.